# Сварник Іван Іванович (письменник)

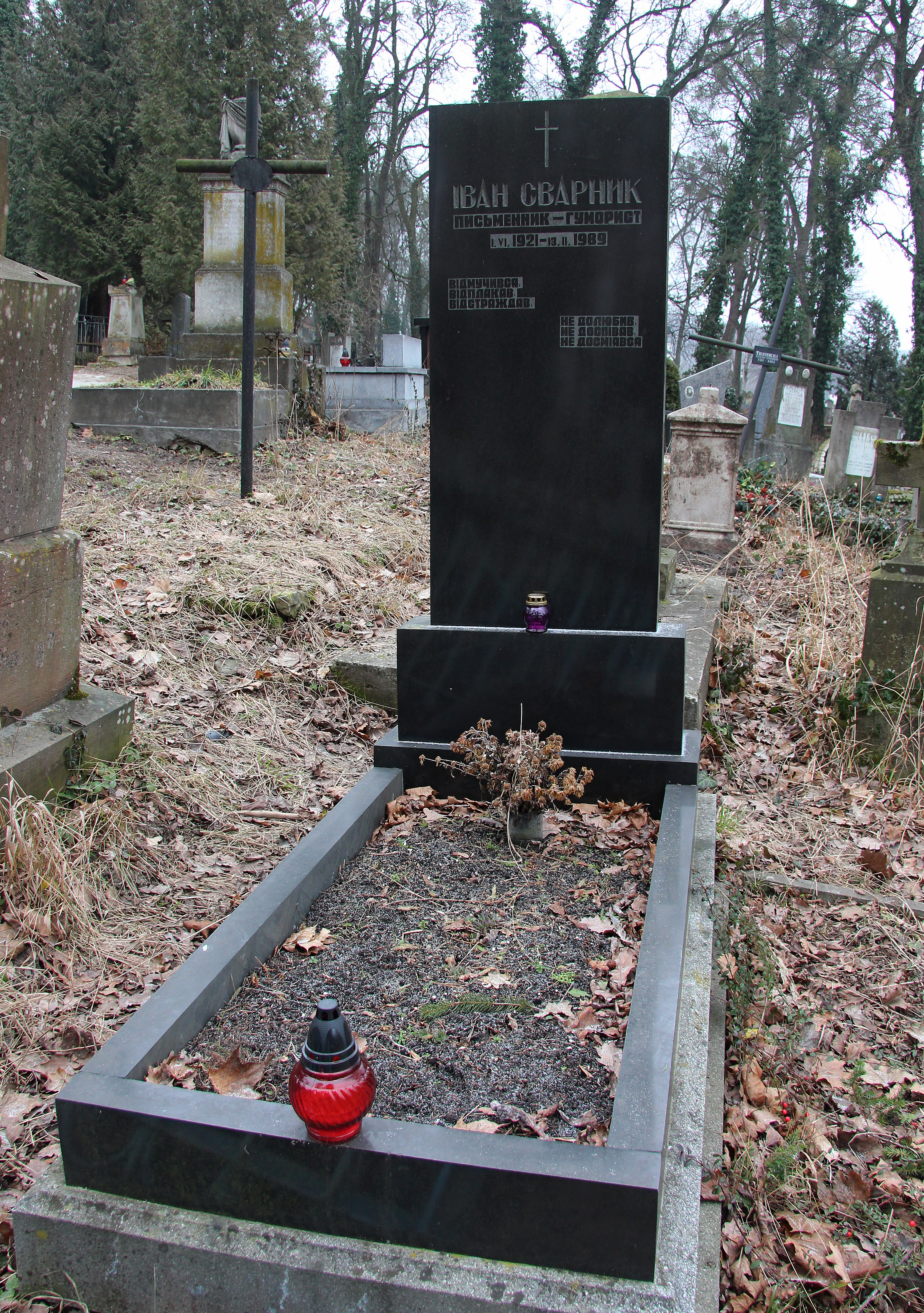

Іва́н Іва́нович Сварни́к (* 1 червня 1921, с. Лисогірка, тепер Дунаєвецького району — † 14 лютого 1989, Львів) — український письменник-байкар, редактор, видавець.

## Біографія
Народився у с. Лисогірці (нині Дунаєвецького р-ну Хмельницької обл.) у родині заможних селян. Дядько Семен під час революції 1905 вчинив замах на царського жандарма і втік до Америки (там став комуністом, а потім власником крамниці). Батько, Іван Тимофійович, був грамотним і відстоював права селян перед владою, в роки НЕПу заснував власну артіль і забезпечував односельців сільгоспреманентом. Коли Івасеві було 8 років, батька «розкуркулили» й заслали в Сибір, а небавом і матір Настю (з дому Чудна) з 5 дітьми, одне з яких іще не ходило, вигнали з села й мали вивозити в Сибір. Але на станції (це згадували в Лисогірці ще живі свідки) Настя так вдало зіграла сцену божевілля, що вартові махнули на них рукою: «І так здохнуть!». Бабі вдалося порозпихати дітей, крім найменшої, яка померла, серед людей — як наймитів. Сама ж вона пристала у с. Завадівці біля Вишнівчика до вдівця, якому була за господиню, а з часом зібрала докупи й дітей. 
За спогадом І.Сварника, «Кам'янець-Подільський — перше місто, куди я ще учнем четвертого класу прийшов пішки на екскурсію». Згодом за кожної нагоди приїздив сюди. Після закінчення середньої школи вступив до Кам'янець-Подільського учительського інституту. Однак, отримавши повістку до війська, повернувся додому і працював учителем і старшим піонервожатим у Вишнівчицькій середній школі.
1940 року пішов служити в армію. Учасник Другої Світової війни. Війну зустрів під Володимиром-Волинським командиром 45-мм протитанкової гармати. Бійці називали її «Прощай, родіна». Полк потрапив в оточення і був знищений. І. Сварникові з невеликою групкою артилеристів вдалося вибратися з оточення і навіть врятувати прапор полку. За це його згодом нагородили орденом. Однак значно більше він цінував дві солдатські медалі «За отвагу». Війну згадував рідко й без жодного ентузіазму. Після оточення добрався на рідне Поділля, працював удома, а потім у Балинському надлісництві. Тоді ж почав писати сатиричні вірші (проти Гітлера), пристав до партизанів. 1944 пішов у діючий загін ім. Чапаєва, а далі знову в армію. Воював в Україні, Польщі, Чехословаччині. Був контужений. Після війни один рік навчався в Кам'янець-Подільському учительському інституті (нині — Кам'янець-Подільський національний університет). Закінчив 1951 року філологічний факультет Львівського університету. Тоді ж одружився з однокурсницею Софією Скиртою. З нею виховав 3 дітей.
У 1951–1957 роках працював у Луцьку: викладач української мови та літератури, інспектор шкіл, завідувач кабінету мови й літератури Волинського інституту вдосконалення кваліфікації вчителів. Від 1957 року старший редактор, від 1962 року головний редактор львівського видавництва «Каменяр». З 1973 року, відколи його старшого сина Івана виключили з університету за «націоналізм» — завідувач відділу поезії журналу «Жовтень» (нині — «Дзвін»). Виховав не одне покоління поетичної молоді. Був чудовим оратором, часто виступав у школах, бібліотеках, колгоспах. У житті не терпів пияцтва, несправедливості, лицемірства, хамства, бюрократії; був дуже чуйним до людей, допомагав усім, хто до нього звертався. За нинішніми уявленнями був «націонал-комуністом», постійно боровся за нашу мову, культуру. Захоплювався горбачовською перебудовою, однак уважав, що бюрократія (в першу чергу партійна) не допустить радикальних змін.
Активно працював Іван Іванович на громадському поприщі, був відповідальним секретарем правління Львівського міського відділення Комітету захисту миру, за що удостоювався неодноразових нагород Комітету. А літературна діяльність відзначена Почесною грамотою Президії Верховної Ради БРСР, Грамотою Президії Верховної Ради УРСР.
Помер несподівано, після операції на апендицит. Похований на полі № 22 Личаківського цвинтаря.
Як учень корифея української байки Микити Годованця, неодноразово бував, часто з іншими гумористами, у «діда Микити» в Кам'янці-Подільському, учасник свята «Подільські візерунки» (Кам'янець-Подільський, вересень 1986).

## Творчість
Перші вірші й фейлетони надруковано 1948 року в багатотиражці університету. 
Збірки гуморесок та байок:
- «На чисту воду» (1962);
- «Персональний барліг» (1966);
- «Байки» (1971);
- «Заяча наука» (1977);
- «Співчутливий Осел» (1981);
- «Горобці та папірці» (1981);
- «Грицько на груші» (1984);
- «Кран та екран» (1988)[7].

Перший лауреат премії імені Степана Олійника (1986).

## Вшанування пам'яті
В рідному селі поета Лисогірці його іменем названа школа (нині недіюча) та вулиця (Братів Сварників).
На відзначення 100-річчя Івана Сварника відбулась низка заходів на його батьківщині - Дунаєвеччині та Хмельниччині.
28 травня 2021 року у селі Лисогірка відбулись читання за участю учнівської молоді, працівників школи, клубу, бібліотеки. Учасники відвідали криничку, з якої пив воду Іван Сварник, поклали квіти до його портрета. 
1 червня 2021 року у Дунаєвецькій міській публічно-шкільній бібліотеці відбувся конкурс читців байок та гуморесок Івана Сварника під назвою «Жартома про все на світі», у якому взяли участь учні 1-9 класів шкіл Дунаєвецької громади. Переможців відзначили призами голова Дунаєвецької міської громади Веліна Заяць.
2 червня 2021 року у Хмельницькій обласній універсальній науковій бібліотеці відбулись загальнообласні літературні читання «Мій вічний дух на журавлиному крилі» за участю читців з Хмельницького обласного літературного музею, читачів бібліотек області. До заходу долучилися син і донька Івана Івановича Сварника — Іван Іванович та Галина Іванівна.
На відзначення 100-річного ювілею Івана Сварника підготовлено ряд видань. Збірка «Сміх і сльози Івана Сварника» укладена сином і донькою письменника. Сюди увійшли вибрані байки, уривки зі щоденника, неопубліковане, спогади і нариси. Збірка «Невтомний життєлюб. Іван Сварник у творчості, спогадах, відгуках» підготовлена Центром дослідження історії Поділля інституту історії НАН України при Кам'янець-Подільському національному університеті ім.І.Огієнка, Хмельницькою обласною універсальною науковою бібліотекою та Хмельницьким обласним літературним музеєм, укладач В.С.Прокопчук. 

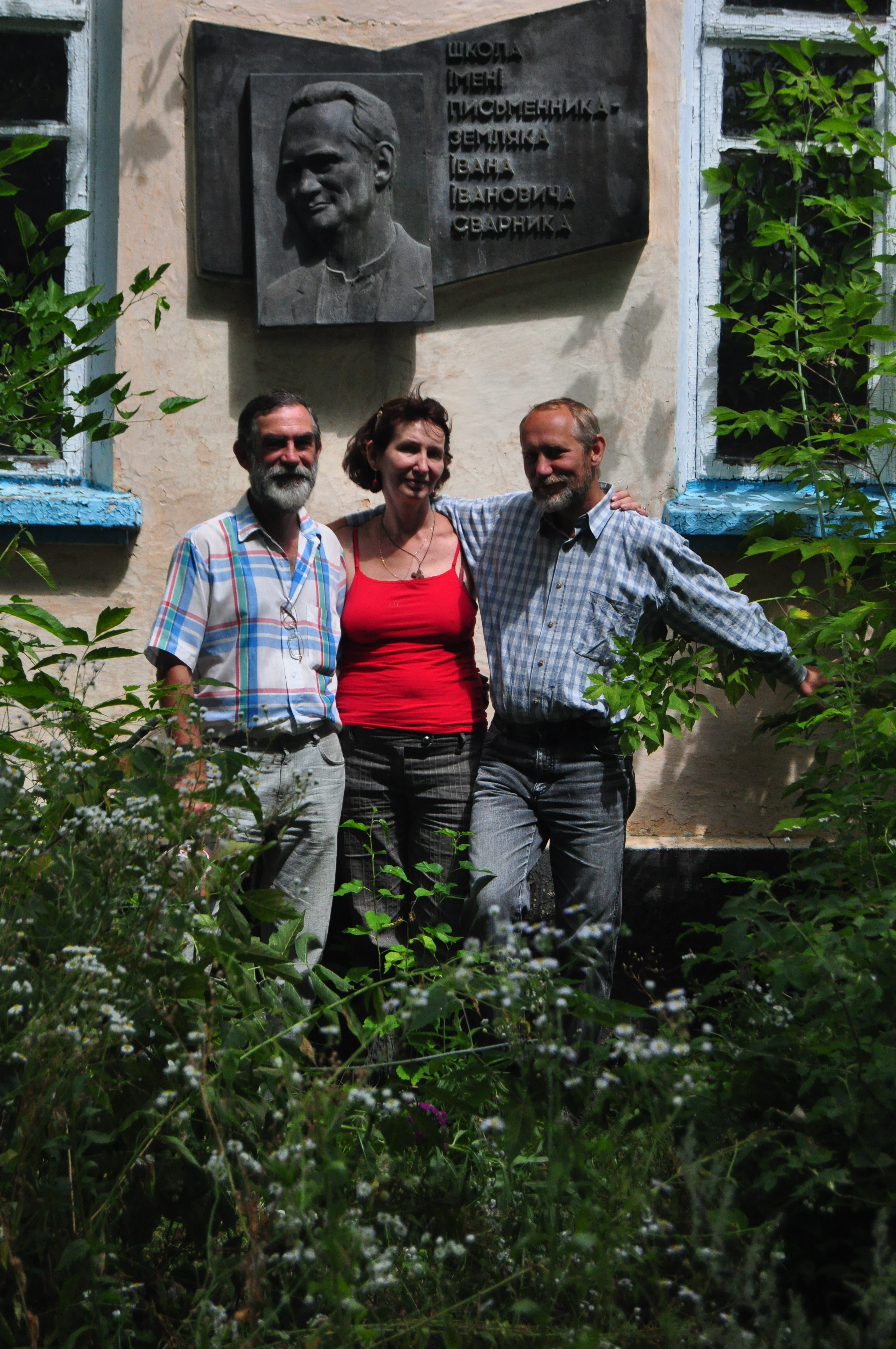
Барельєфний портрет Івана Сварника на стіні школи с. Лисогірки та його діти Іван, Галина та Микола